# Småfackelblomster
Småfackelblomster (Lythrum junceum) är en fackelblomsväxtart som beskrevs av Joseph Banks och Solander. Enligt Catalogue of Life ingår Småfackelblomster i släktet fackelblomstersläktet och familjen fackelblomsväxter, men enligt Dyntaxa är tillhörigheten istället släktet fackelblomstersläktet och familjen fackelblomsväxter. Arten förekommer tillfälligt i Sverige, men reproducerar sig inte. Inga underarter finns listade i Catalogue of Life.

## Bildgalleri

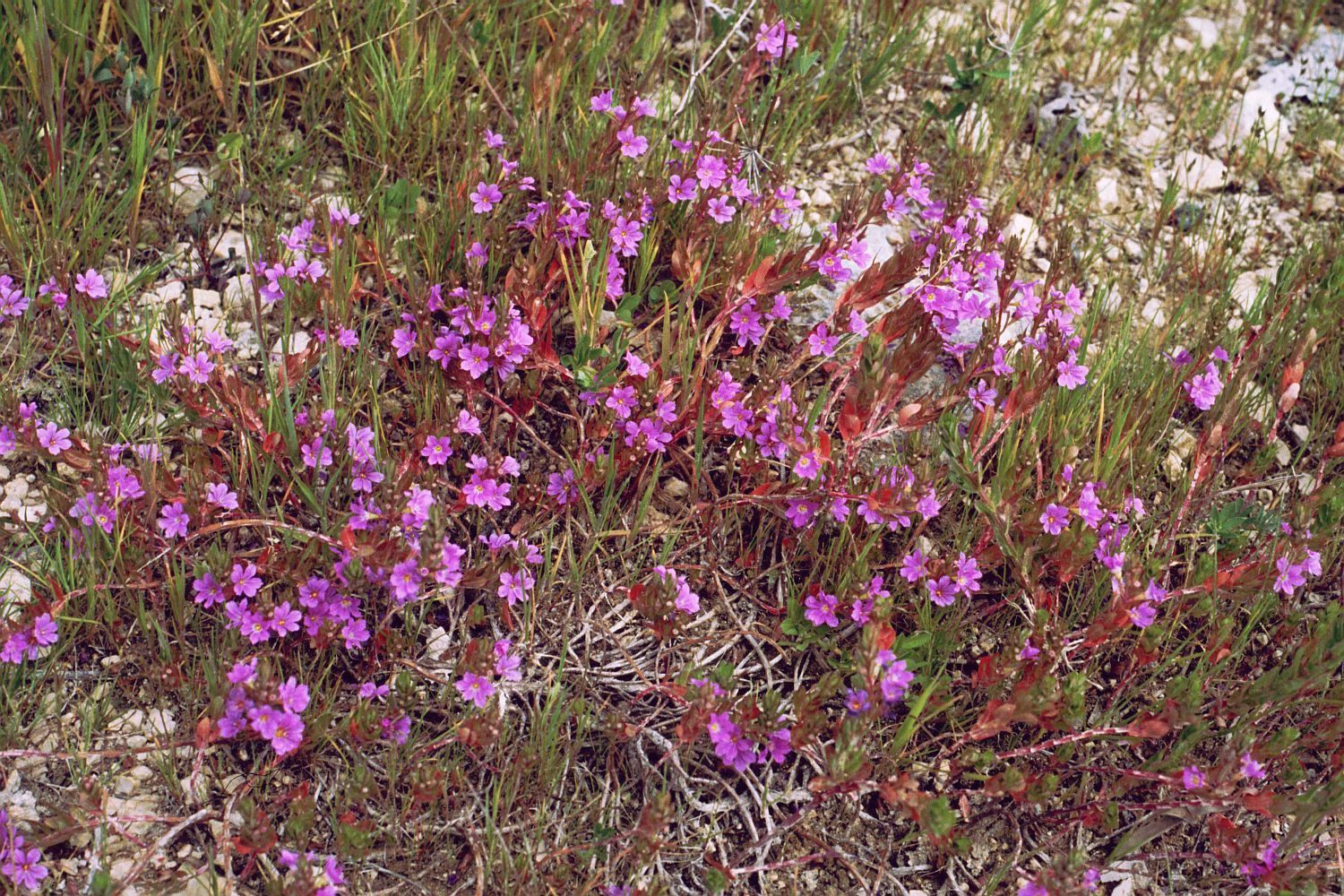
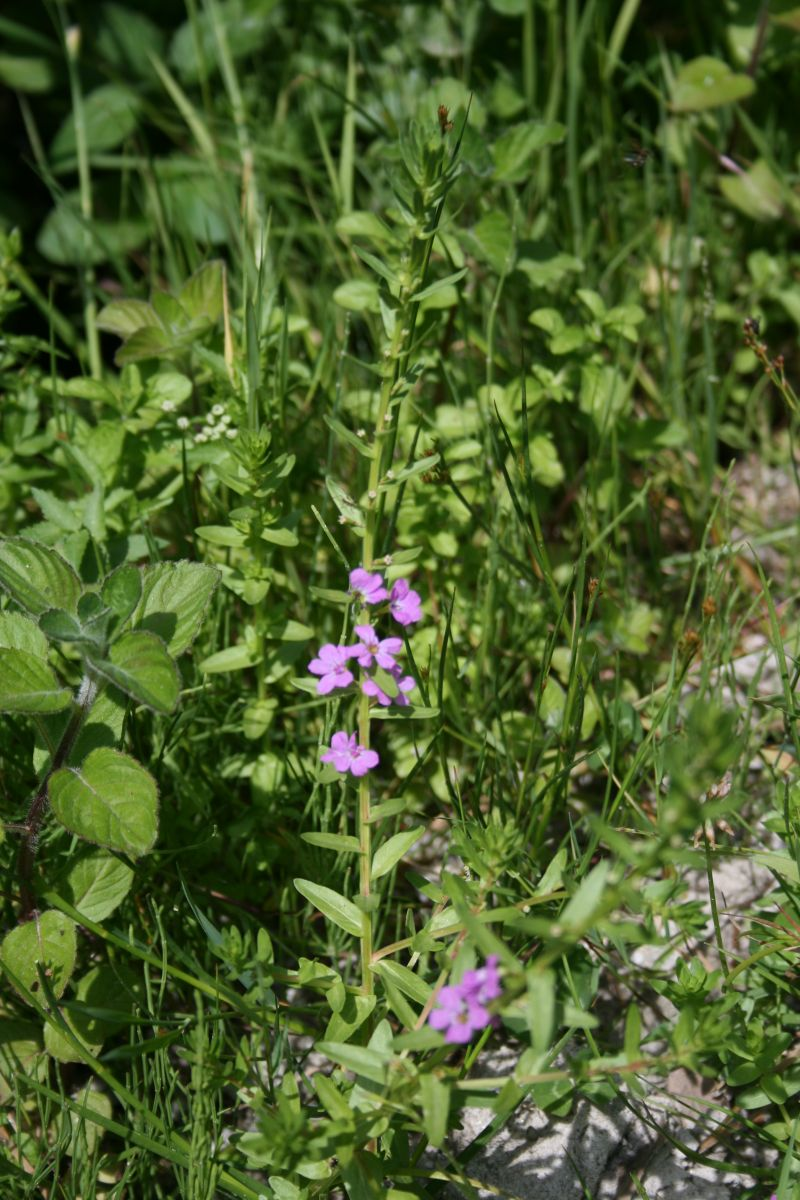
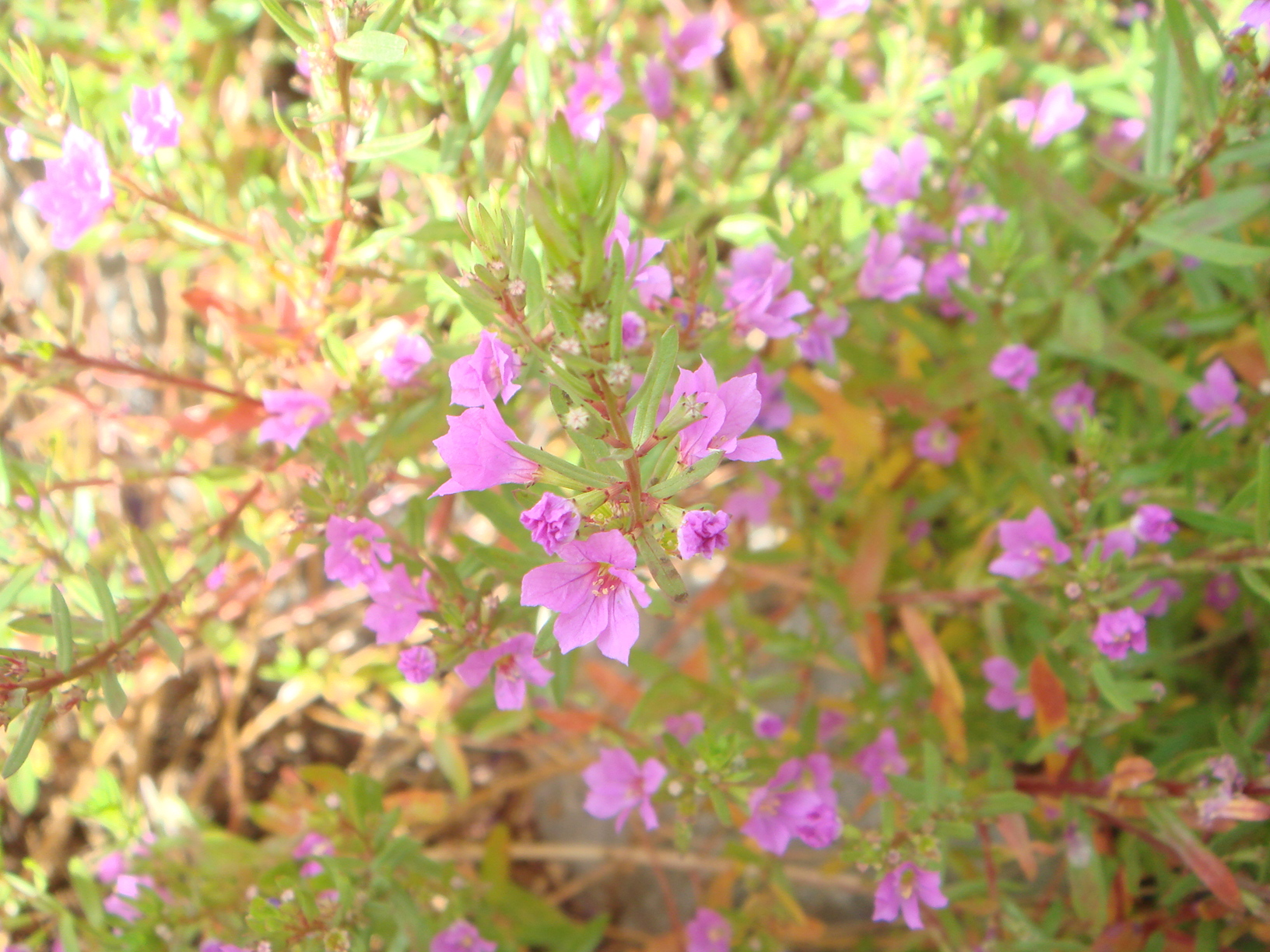
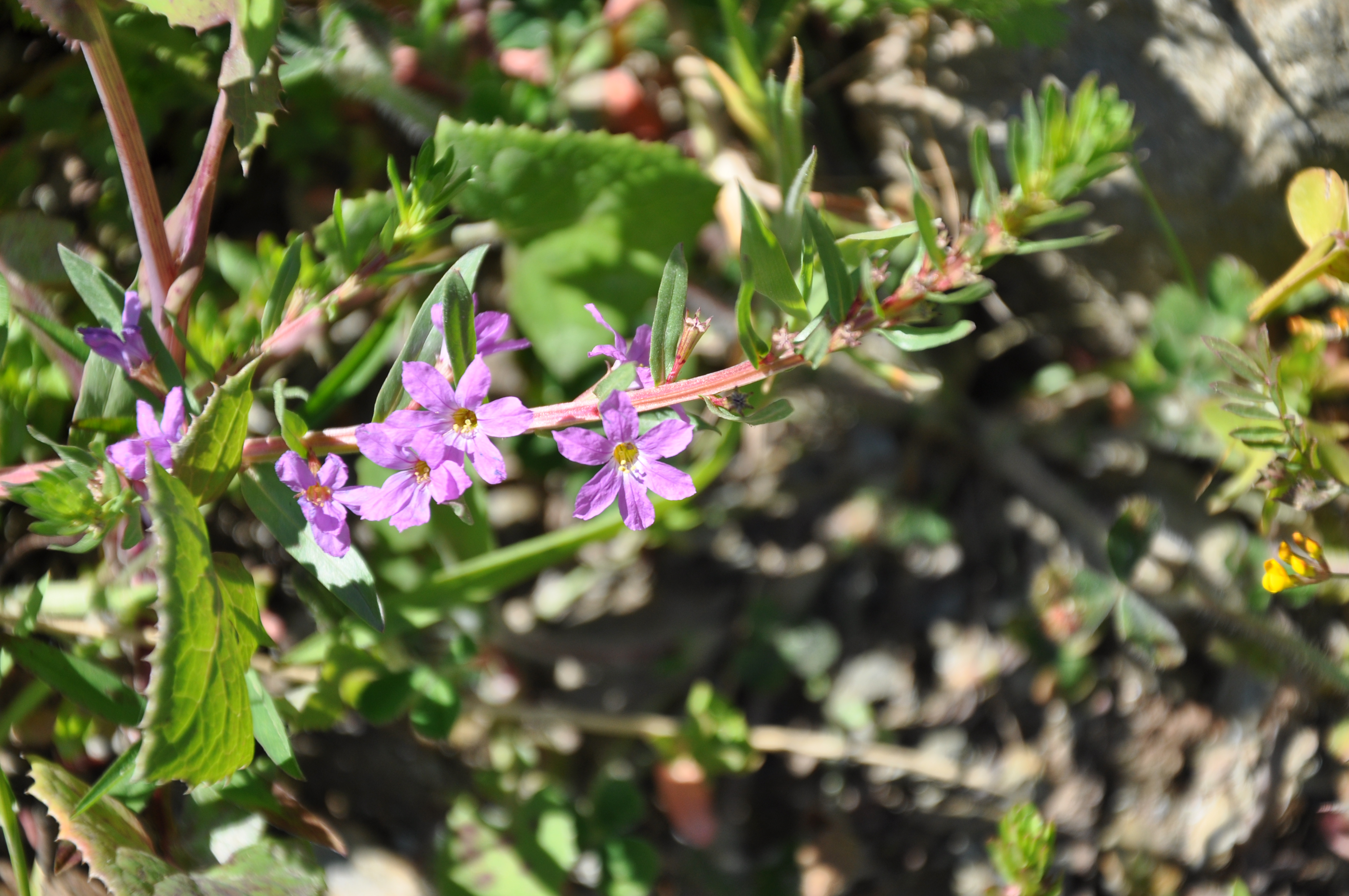
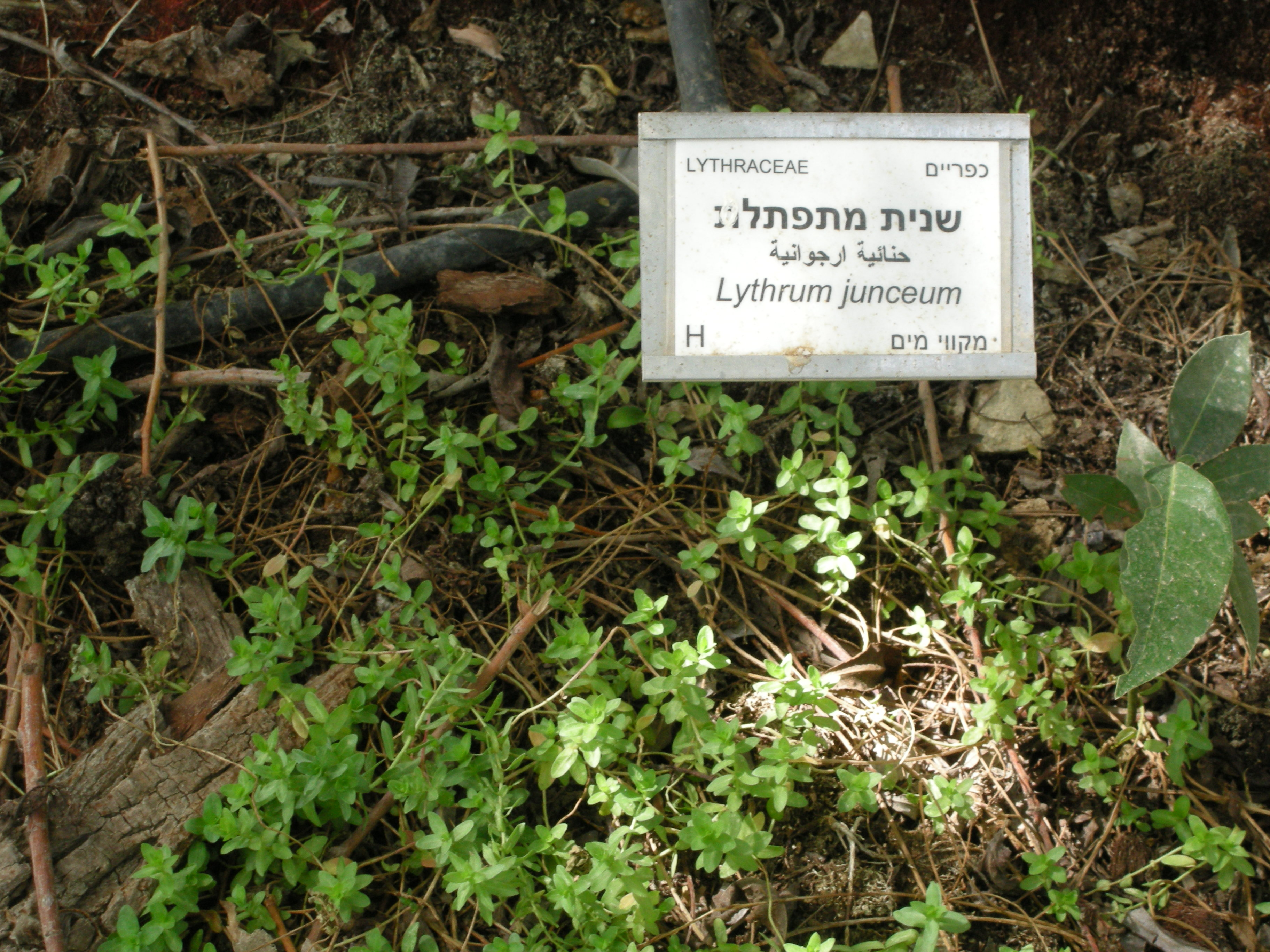